# Ameyal
Ameyal — це слово nahuatl, що з мови народів Мексики перекладається як природна свердловина. Це також марка фруктових соків, доступних тільки в Толуці, Куернаваці та Мехіко. "Ameyal" раніше належала компанії Coordinación Industrial Mexicana (CIMSA), компанія з наповнення пляшок Coca-Cola, розташована в Толуці, Куернаваці та Мехіко. У 2008 році "Ameyal" був придбаний компанією The Coca-Cola Company. Також була версія "Ameyal" для Club Soda, але вона була придбана Coca-Cola і перейменована в Ciel Mineralizada.

## Ароматизатори
- Полуниця-Ківі
- Ананас
- Лимонад
- Сангрія
- Тутті-фрутті